# 肖像権
肖像権（しょうぞうけん）とは、肖像（容姿やその画像など）に帰属される人権のことである。大きく分けると人格権と財産権に分けられる。プライバシー権の一部として位置づけられるものであるが、マスメディアとの関係から肖像権に関する議論のみが独立して発展した経緯がある。

## 概要
肖像権は他人から無断で写真や映像を撮られたり無断で公表されたり利用されたりしないように主張できる考えであり、人格権の一部としての権利の側面と、肖像を提供することで対価を得る財産権の側面をもつ。また、肖像を商業的に使用する権利をとくにパブリシティ権と呼ぶ。一般人か有名人かを問わず、人は誰でも断り無く他人から写真を撮られたり、過去の写真を勝手に他人の目に晒されるなどという精神的苦痛を受けることなく平穏な日々を送ることができるという考え方は、プライバシー権と同様に保護されるべき人格的利益と考えられている。
著名人や有名人は肖像そのものに商業的価値があり財産的価値を持っている。
肖像権が注目されるようになったのは、新聞や雑誌、映画などの普及によって個人の私的生活が世間に知られる可能性が強まった19世紀後期以後の事である。1890年に発表されたアメリカのサミュエル・ウオーレンとルイス・ブランデルズの共著による論文「プライバシーの権利」が肖像権に触れた最初の文章とされている。

## 法律との関連
日本を含む多くの民主主義国家では、憲法に「表現の自由」が規定されており、一般的には、肖像権より表現の自由が優先される場合が多い。

### アメリカ合衆国
アメリカ合衆国においては、被写体の肖像権よりも、写真などの撮影者や、それらを加工した編集者の権利が最優先されるという考え方が一般的である。これはアメリカ合衆国憲法修正第1条に定められている「表現の自由・言論の自由」は民主主義の絶対条件であり、「何ごとよりも優先される」という考え方によるものである。
パブリシティ権に関しては、1953年のアメリカ「ヘーラン事件」がパブリシティ権が認められるようになったきっかけとされる。これはプロ野球選手から肖像写真の独占使用権を得たチューインガム会社が、これを勝手に使った同業他社に対して使用の差止めと損害賠償を請求した事件であり、判決は、選手はプライバシー権に加えてそれとはまた別にその肖像がもつ商業的・広告的価値を排他的な特権として有しており、許諾された者以外は使用してはいけないとするものであった。
その後法制化が行われ、アメリカ合衆国の州のうち18州は、州法としてパブリシティ権を規定した。たとえば、ニューヨーク州市民権法51条では「広告商業目的のために自己の氏名・肖像・声を、書面による同意なく使用している者に対して、差止め及び損害賠償の請求を認める」としており書面による同意の必要性を規定している。

### 日本
日本における肖像権（しょうぞうけん）は自己の氏名や肖像をみだりに他人に公開されない権利である。
日本の実定法において、肖像権の明文規定は存在しない（不文法）。肖像権はプライバシー権の一種とされている。 
刑法などにより刑事上の責任が問われることはない。しかし、民事上では、人格権、財産権の侵害が民法の一般原則に基づいて判断され、差止請求や損害賠償請求が認められた例がある。なお、自らでSNS上に投稿などをした画像等には反映されない。
- 原則として肖像権は認められないものの、法廷内における刑事被告人の様子を描いた絵を公表した場合は、肖像権の侵害が認められる場合がある[7]。
- 競走馬といった人間以外の対象の場合、たとえパブリシティー価値を持つものであっても肖像権は認められない（ダービースタリオン事件[8]）。
  - この判例は重要であり、パブリシティ権が純粋な財産権ではなく「人格権に根ざすものである」ことを判示しており学説的にも争いがある[9]。

著作権を根拠に肖像の保護が可能であるとする主張があるが、著作権の保護の対象は被写体ではなく肖像を創作した撮影者等の著作者であるため、自らが撮影した写真などの場合を除いては、著作権によって肖像の利用を止めることはできない。なお1970年（昭和45年）まで効力のあった旧著作権法（明治32年3月4日法律第39号）第25条では、写真館などで撮影した肖像写真の著作権が撮影の依頼者に帰属する旨規定されていた。
人格権に関しては、「公権力が『正当な理由無く』個人を撮影してはならない」とする最高裁判例が存在する。この判例における法源としては、憲法13条（幸福追求権）が挙げられる。ただし、捜査の過程において、高度な蓋然性が認められる場合はこの限りではない（山谷監視カメラ事件、速度違反自動取締装置）。

#### 判例
一般人の肖像は商業的価値を考慮したパブリシティ権ではなく肖像権そのものが検討の対象となる可能性がある。
インターネット上に公開された写真が原因で、誹謗中傷の的となっていた女性が起こした裁判では、「原告女性の全身像に焦点を絞り込み、容貌を含めて大写しに撮影したものであるところ、このような写真の撮影方法は、撮影した写真の一部にたまたま特定の個人が写り込んだ場合や不特定多数の者の姿を全体的に撮影した場合とは異なり、被写体となった原告女性に強い心理的負担を覚えさせるものというべきである」として肖像権の侵害を認定し精神的苦痛に対する損害賠償として35万円を支払う判決がくだされた。
また一般人女性がメイクのサンプル目的として撮影された肖像を出会い系サイトに無断で利用されたとして訴えた事件(東京地裁平成16年(ワ)19075号)では、原告女性の同意の範囲外での使用は別に同意を得る義務があったとし、原告の肖像権侵害による精神的損害をみとめ被告カメラマンと会社が連帯して120万円を支払うよう判決した。
- 京都府学連事件（最高裁判所昭和44年12月24日大法廷判決）- 警察による撮影は、理由がある限り適法・合憲と判断されている
- アイヌ民族肖像権訴訟(1985年) - アイヌ民族の少女（チカップ美恵子）の写真に「滅び行く民族」というキャプションを付けて無断で書籍に掲載した事例。1988年に和解。
- 「街の人」肖像権侵害事件（東京地裁平成17年9月27日）- 財団法人「日本ファッション協会」がウェブサイトに被写体原告女性に無断で掲載した写真について330万円の賠償を求めた訴訟。
  - 女性の胸の部分には赤い文字で大きく「SEX」と書かれており、インターネット上にて誹謗中傷の的となっていた。
  - 東京地裁は、女性の権利が侵害されたとして慰謝料など35万円の支払いを被告側に命じた[15]。

肖像権侵害の判断について2005年の最高裁判所の基準によれば、被撮影者の社会的地位，撮影された被撮影者の活動内容，撮影の場所，撮影の目的，撮影の態様，撮影の必要性等を総合考慮して，被撮影者の上記人格的利益の侵害が社会生活上受忍の限度を超えるものといえるかどうかで判断すべきであるとされる。

#### 公人の肖像権
報道写真のように公共目的の場合、あるいは政治家や公務中の公務員、芸能人やスポーツ選手のような公人に関する場合であっても、肖像権は存在し得るが、撮影の目的や場所、様態、必要性などを総合的に勘案して、それが肖像権を侵害しても良いとされる限度であるかどうかを判断した上で撮影を行えば、一般に違法性はないと考えられる。
公人は、元々自己の氏名や肖像が大衆の前に公開されることを包括的に許諾したものであって、上記の様な人格的利益の保護は、大幅に制限されると解し得る余地がある。よって、俳優等が自己の氏名や肖像の権限なき使用により、精神的苦痛を被ったことを理由として損害賠償を求め得るのは、その使用方法、態様、目的等からみて、彼の俳優等としての評価、名声、印象等を毀損若しくは低下させるような場合、その他特段の事情が存する場合（例えば、自己の氏名や肖像を、商品宣伝に利用させないことを信念としているような場合）に限定されるものというべきである。
その一方で、俳優等の氏名や肖像を商品等の宣伝に利用することにより、俳優等の社会的評価、名声、印象等が、その商品の宣伝、販売促進に望ましい効果を収め得る場合があるのであって、これを俳優等の側からみれば、俳優等は、自らかち得た名声の故に、自己の氏名や肖像を対価を得て第三者に専属的に利用させうる利益を有しているのである。ここでは、氏名や肖像が人格的利益とは異質の、独立した経済的利益を有することになり（上記利益は、当然に不法行為から法によって保護されるべき利益である。）、俳優等は、その氏名や肖像の権限なき使用によって精神的苦痛を被らない場合でも、経済的利益の侵害を理由として、法的救済を受けられる場合が多いといわなければならない。

## 人格権
被写体としての権利でその被写体自身、もしくは所有者の許可なく撮影、描写、公開されない権利。すべての人に認められる。みだりに自分の姿を公開されて恥ずかしい思いをしたり、つけ回されたりする恐れなどから保護するというもの。犯罪の関係者（被害者・加害者・両者の周囲の人々）などが侵害されて問題となることが多い。なお、近年では人格権保護の立場から、イベント会場やスポーツ競技場などにおいては運営側が撮影の自粛や撮影する場合の配慮を求めることがある。また、警察といった公権力がデモ活動の参加者を理由なく撮影することは人格権の侵害となると認められている。（京都府学連事件）
人格権が認められない例としては、後ろ姿で撮られていたり、顔面を除いた身体の一部分のみが撮影されている場合が挙げられる。これらは、いずれも個人の特定が実質的に不可能であり、人格を保護するという法益に反していない。ただし、衣服の上から身体の一部のみを撮影する場合であっても、人を著しく羞恥させ、又は不安を覚えさせるような卑わいな撮影の仕方(言動)をした場合、各都道府県が定める迷惑防止条例に違反する恐れがある。ただし、これは私人間における例外規定であり、被写体が著名人であれば後述の財産権を侵害する恐れがある。
現在では、映像が残っている過去のテレビ番組を公開するに当たっては、肖像権に配慮して、被写体の人物をすべて割り出した上でその人物若しくは関係者・芸能事務所に再放送・公開の許可を得ることがある（NHKアーカイブスなど）。その場合、一人でも、確認もしくは公開の許可が下りなかった場合は映像加工した上で公開することがある（場合によっては公開が不可能となることがある）。ただし、これは問題を避けるため業界により行われる自主規制であり、法令に基づくものではない。

## パブリシティ権
著名性を有する肖像が生む財産的価値を保護する権利。著名性を有するということから、おのずとタレントなどの有名人に認められることになる。有名人の場合は、その性質上個人のプライバシーが制限される反面、一般人には認められない経済的価値があると考えられている。
例えば、有名人を起用したテレビコマーシャルや広告・ポスター・看板などを使って宣伝を行うと、より多くの人が関心・興味を持つようになるなど効果が期待され、結果的に有名人には集客力・顧客吸引力があると言える。この経済的価値を「パブリシティ権」（あるいはパブリシティー価値）と呼ぶこともある。アイドル歌手などの写真を勝手に販売したり、インターネットで配布するなどして問題になる。
民法に定められている権利が、日本国憲法に定められている権利に負ける恐れがあるため、近年、芸能事務所が芸能人と契約を結ぶ際には、契約書の中に「事前の承諾なしには画像の修正等は認めない」「過度の修正は認めない」「加工物の権利は、芸能プロダクション側に譲渡するものとする」などを、事細かに明記するのが通例となっている。

## 肖像権に関する問題の例
- スター・ウォーズ・キッド - 私人の動画が本人の許可を得ず流出し、インターネット上で流行した事例。
- 映画靖国 YASUKUNI問題 - 映画制作者が靖国神社の許可を取らずに施設内を撮影したとされる。
  - 特に参拝している自衛官の許可を取らないまま出演させ、映画宣伝のメイン映像にまで使用した点が問題とされている。また、主な出演者の一人であった刀匠は、作品内容が自身が想定していたものと異なっていたため、肖像権を根拠に自身を撮影した映像を削除するように要求した（ただし、これは肖像権というよりは期待権の侵害に近い）。
  - 映画監督は少なくとも刀匠に関しては事前の許諾があったと主張している。この口頭契約において不実告知が適用できるかどうかが論点となっている。ただし、主に問題となっているのは刀匠の配偶者の発言シーン（事前に許諾を取らなかったとされているため）。
  - この件に関してドキュメンタリー作家の森達也は、ドキュメンタリーにおいて全ての被写体から撮影許諾を取ることは事実上不可能であり、どんな内容であろうと全被写体の撮影許可を取るという慣行もないとしている[25]。
- 大日本スクリーン製造の関連会社である『マイザ』が製作・販売したCD『百人の顔』は、一般人約100人の顔写真を収録しているが、これについて、広告など商業目的利用への十分な説明が無いまま撮影し販売し、CDに収録の写真を使用した業者と被撮影者との間で、トラブルが頻発している。CDの販売は中止されたものの、既に販売されたCDは回収不能状態である[26]。
- 東京温泉事件（1956年）
- 歯科大学教授全裸写真掲載事件（東京地裁1987年） ‐ 城西歯科大学補綴学教授がフィリピンで連日多数の女性と性行為にふけり、うち２名を日本のスナックで働かせるために観光ビザで入国させたという『週刊サンケイ』の記事中に、女性らと戯れる教授の顔と全裸写真などを掲載、教授が名誉毀損と肖像権侵害で訴えたが、東京地裁は報道の自由、公共の利害などの観点から棄却した[27][28]。

### パブリシティ権
- ジョン・レノン事件 - 帝都高速度交通営団が遺族のオノ・ヨーコらに無断で、アンディ・ウォーホル作のジョン・レノンをコラージュした肖像画のプリペイドカードを発売した問題。交通営団は後に販売を自粛した。
- ジャニーズ事務所など、所属タレントの写真を一部例外を除いて、ウェブサイトでの公開を許可していない芸能事務所がある[注 1]。
- スティーブ・マックイーン事件 - 映画栄光のル・マンの主演俳優の映像を、日本公開時のタイアップ企業宣伝に本人の許可を得ずに使用した事例。当時の日本では肖像権についてあまり知られておらず、裁判所も「日本の慣行上問題はない」として、不法行為成立のために、必要とされる過失は認められないとして、損害賠償請求を否定する判断をした[29]。
- ピンク・レディ事件 - 光文社『女性自身』に掲載された記事「ピンク・レディーdeダイエット」において、被写体を無断使用されたとして、光文社に370万円の損害賠償を求めた訴訟事案。最高裁判所は2012年（平成24年）2月2日判決で、顧客吸引力を有する者の肖像等の無断使用であっても、正当な表現行為等として受忍されるべき場合もあると判示した上で、具体的には「専ら肖像等の有する顧客吸引力の利用を目的とするといえる場合に」違法なパブリシティ権侵害となるとの判断基準を判示し、訴えはパブリシティ権侵害には当たらないとして、損害賠償請求を棄却する確定判決となった。
- 下記のケースでは大衆との接触を職業とする者としての著名人に対する肖像権の侵害は認めなかったが、財産的権利の侵害として訴えの一部が認められた。
  - おニャン子クラブ事件 - 一審の東京地方裁判所ては「みだりに使用されない人格権をもつ」としたが、東京高等裁判所は「タレントらの人格を傷つけるものではない」とした[30]。
  - マーク・レスター事件[31]